# Jacek Szymkiewicz

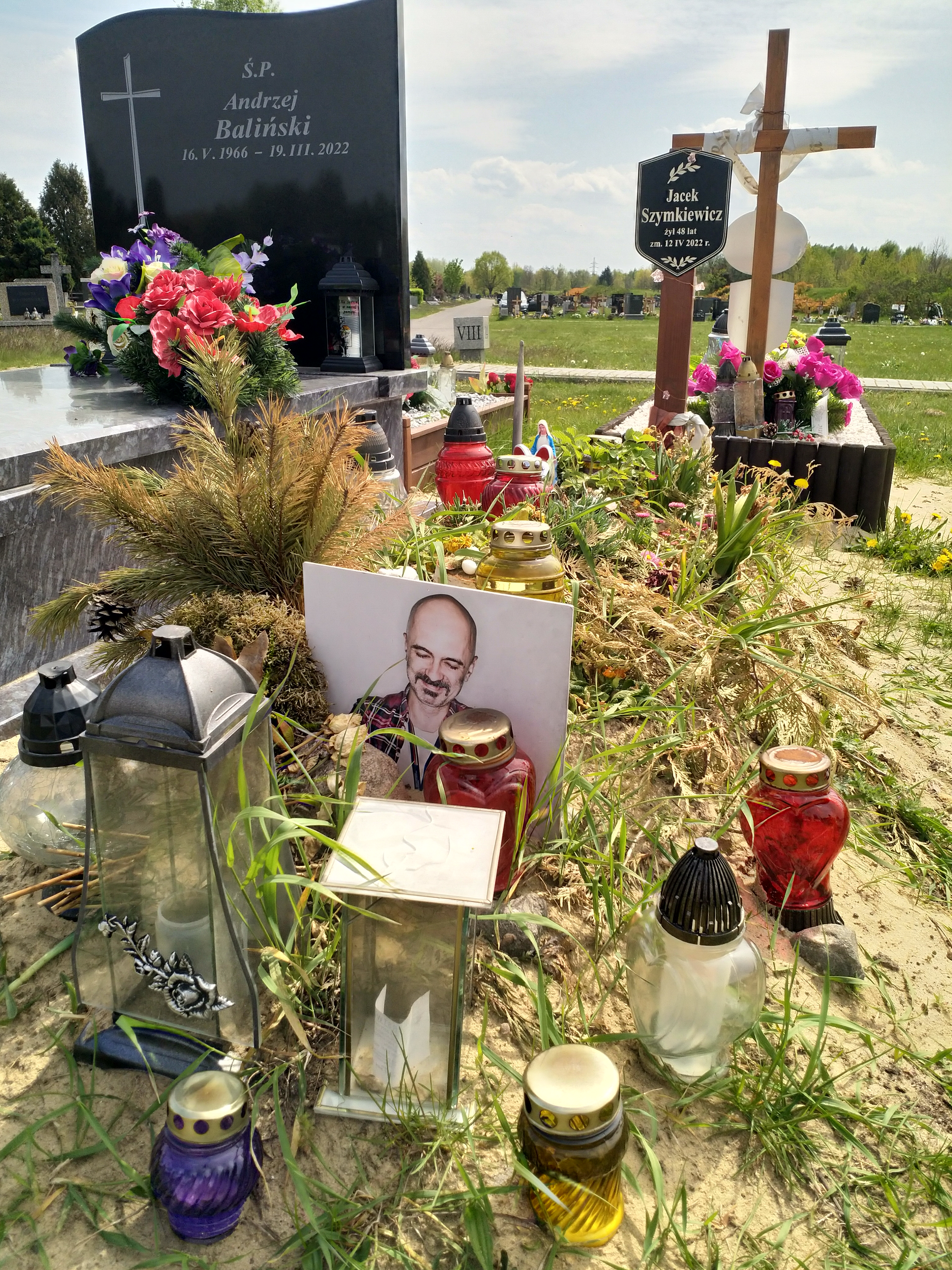
Grób Jacka Szymkiewicza

Jacek Szymkiewicz, pseud. Budyń (ur. 17 sierpnia 1974 w Trzebiatowie, zm. 11 kwietnia 2022) – polski muzyk, autor tekstów i piosenek, multiinstrumentalista, od 1996 do śmierci członek zespołu Pogodno, od 2012 współtworzył grupę Babu Król, prowadził ponadto solową działalność artystyczną.

## Życiorys
Był członkiem formacji Marians.
W 2004 wydał swój pierwszy solowy album: Kilof, nagrany przy współudziale muzyków z zespołów Kristen, Braty z Rakemna i z gościnnym udziałem Łony. Eklektyczna muzyka Budynia łączyła w sobie elementy rocka alternatywnego, rock’n’rolla, czy rapu, a dopełnienie stanowiły teksty autorstwa lidera projektu. Na początku 2012 w duecie z Bajzlem (od 2010 także muzykiem Pogodno) powołali do życia zespół Babu Król, który zadebiutował albumem zawierającym muzyczne aranżacje wierszy Edwarda Stachury. Był autorem muzyki do spektaklów teatralnych i książki pt. Grawer.
W przeddzień śmierci ogłosił powstanie zespołu Monofon w składzie: Michał „Dimon” Jastrzębski – instrumenty perkusyjne, wokal; Rafał Borycki – bas; Michał Wójcik – gitara; Halszka Nabira – kornet, instrumenty klawiszowe; Jacek „Budyń” Szymkiewicz – wokal, oraz wydanie przez Mystic Production promocyjnego singla z ich debiutanckiej płyty #Monomiasto.
Zmarł 11 kwietnia 2022 w wyniku zawału serca. Pochowany na Cmentarzu Komunalnym Północnym w Warszawie (kwatera S-VII-15/16-35-2).

## Życie prywatne
Syn żołnierza. Trzykrotnie zaczynał studia. Przez miesiąc studiował prawo, przez rok filozofię i przez rok wychowanie muzyczne. Przez cztery lata związany był z aktorką Martą Malikowską, z którą miał córkę Jagodę. Był żonaty z Anną Szymkiewicz, z którą miał syna Jakuba.

## Dyskografia
Albumy solowe
| Tytuł                | Dane dot. albumu                                                        |
| -------------------- | ----------------------------------------------------------------------- |
| Kilof                | - Data: 5 kwietnia 2004 - Wydawca: Sony Music Entertainment Poland      |
| Baset/Dublin One Way | - Data: 27 października 2008 - Wydawca: Polskie Radio Szczecin          |
| Budyń Julka Tuwima   | - Data: 2017                                                            |
| Śpiewy Zastolne      | - Wydany w duecie Budyń/Pikula - Data: 14 lutego 2020 - Wydawca: Mystic |
| Ukryte do wiadomości | - Wydany w duecie Art Budyń & Chango - Data: 2021 - Wydawca: Mystic     |

Notowane utwory
| Tytuł  | Rok  | Pozycja na liście | Album |
| Tytuł  | Rok  | SLiP              | Album |
| ------ | ---- | ----------------- | ----- |
| „Dżez” | 2004 | 42                | Kilof |

Inne
| Album                          | Rok  | Uwagi                                                      | Źródło |
| ------------------------------ | ---- | ---------------------------------------------------------- | ------ |
| Jacek Olter (kompilacja)       | 2006 | śpiew w utworze „Wyłączmnie”                               | [ 15 ] |
| Hey – MTV Unplugged            | 2007 | gościnnie śpiew w utworze „Candy”                          | [ 16 ] |
| Nosowska – UniSexBlues         | 2007 | słowa utworu „Kasitet romans”                              |        |
| Wawa2010.pl (kompilacja)       | 2010 | śpiew w utworze „Warszawski dzień”                         | [ 17 ] |
| Monika Brodka – Granda         | 2010 | słowa utworów „Szysza” i „Sauté”                           | [ 18 ] |
| Varius Manx – Eli              | 2011 | słowa utworu „Siedem”                                      | [ 19 ] |
| Wini – Bóg jest miłością       | 2012 | gościnnie śpiew w utworze „W naszych czasach”              | [ 20 ] |
| Natalia Nykiel – Lupus Electro | 2014 | słowa utworów „Wilk” i „Bądź duży”                         | [ 21 ] |
| Reni Jusis – Bang!             | 2016 | słowa utworów „Bejbi siter”, „Kęs”, „Delta”, „Zombi świat” |        |

## Filmografia
| Tytuł                      | Rok  | Uwagi                                                         |
| -------------------------- | ---- | ------------------------------------------------------------- |
| „Historia polskiego rocka” | 2008 | film dokumentalny, reżyseria: Leszek Gnoiński, Wojciech Słota |